# Halcurias endocoelactis
Halcurias endocoelactis is een zeeanemonensoort uit de familie Halcuriidae.
Halcurias endocoelactis is voor het eerst wetenschappelijk beschreven door Stephenson in 1918.